# Сакума Сьодзан
Сакума Сьодзан (яп. 佐久間象山) 22 березня 1811 — 12 серпня 1864) — японський військовик, стратег, науковець і мислитель періоду Едо. Відомий також як Сакума Дзодзан. Повне ім'я — Сакума Сюрі Кунітада (佐久間修理国忠).

## Біографія
Сьодзан народився 22 березня 1811 року у володінні Мацусіро-хан (суч. префектура Наґано) у родині бідних військовиків. З дитинства дуже цікавився математикою. У віці 23 років він вирушив до Едо, де під керівництвом Сато Іссая вивчав китайські науки і чжусіанство. У 1836 році Сьодзан відкрив приватну школу «Книгарня Сьодзана», у якій навчав учнів конфуціанству. Ймовірно у 1830-х роках зацікавився західними науками (ранґаку), які вивчав під проводом Курокави Рьоана.
У 1842 році зазнав критики від голови свого хану за інтерес до наук «західних варварів». Того ж року під керівництвом Егави Хідетацу почав вивчати військову стратегію. Завдяки старанному навчанню, виданню книг та успіху у відлитті нових гармат для Мацудай-хан завоював собі гарну репутацію.
У 1844 році Сьодзан отримав голландський переклад енциклопедії француза Шомеля Ноеля («Huishoudelyk Woordboek»). З неї від дізнався як виготовляти скло, магніт, термометри, камери і телескопи. Згодом ця книга була перекладена Утаґавою Ґенсіном
У 1849 році Сьодзан вивчав матеріали по електриці з книжки голландця Ван ден Берга і створив перший у Японії телеграф, за 5 років до того як американський командор Меттью Перрі привіз його на острови у 1854 році.
Після 1842 року, завдяки аналізу поразки Китаю у Опіумній війні та вивченню колонізаторською політики країн Заходу, Сакума Сьодзан активно пропагував вестернізацію японської армії та встановлення системи морської безпеки. Основні положення свого плану вестернізації і оборони країни він виклав у книзі «Вісім курсів по обороні моря» (海防八策). Праці Сьодзана принесли йому популярність і він став учителем майбутніх лідерів вестернізації Японії, таких як Йосіда Сьоін, Кацу Кайсю, Сакамото Рьома.
Після страти учня Йосіди Сьоіна, який спробував прокрастися на борт американських кораблів у 1853 році задля подальшого вивчення західних наук, Сьодзан був схоплений владою і пробув під домашнім арештом 9 років. Впродовж свого ув'язнення він продовжував вивчати природничі науки, сконструював ряд електричних машин базованих на елекітері і батареї Даніела, винайшов перший сейсмічний сенсор, а також пристрої для покращення вогнепальної зброї.
Після звільнення Сьодзан продовжив наголошувати на необхідності відмовитись від «політики ізоляції» і відкрити японські порти іноземним кораблям. Він також закликав об'єднати зусилля опозиційних один одному сьоґунату і імператорського двору у справі захисту Японії перед лицем колоніальної експансії Заходу. Сьодзан був прибічником політичної течії «кобу ґаттай рон» (公武合体論)
За свої прозахідні погляди Сьодзан був убитий 12 серпня 1864 року у Кіото на замовлення лідерів руху «Шануймо Імператора, виженемо варварів», який виступала за збереження ізоляційної політики та вигнання іноземців з Японії. Найманий вбивця Кавакамі Ґенсай зарубав Сьодзана вдень, одним ударом.
Сакума Сьодзан відомий своєю фразою «Японський дух, Західний геній»(和魂洋才). Він наполягав на необхідності модернізуватися, але залишатися при цьому японцями.
Син Сьодзана, Міура Кеіносуке, був членом проурядової військового угруповання Сінсенґумі.